# Gauliga Niederrhein 1939/40
De Gauliga Niederrhein 1939/40 was het zevende voetbalkampioenschap van de Gauliga Niederrhein. Fortuna Düsseldorf werd kampioen plaatste zich voor de eindronde om de Duitse landstitel, waar de club in de groepsfase uitgeschakeld werd. 

## Eindstand
| Plaats | Club                | Wed. | W  | G | V  | Saldo | Ptn.  |
| ------ | ------------------- | ---- | -- | - | -- | ----- | ----- |
| 1.     | Fortuna Düsseldorf  | 18   | 14 | 3 | 1  | 55:13 | 31:05 |
| 2.     | Schwarz-Weiß Essen  | 18   | 12 | 3 | 3  | 41:25 | 27:09 |
| 3.     | Rot-Weiss Essen     | 18   | 10 | 5 | 3  | 45:36 | 25:11 |
| 4.     | SV Hamborn 07       | 18   | 8  | 7 | 3  | 39:27 | 23:13 |
| 5.     | Rot-Weiß Oberhausen | 18   | 7  | 6 | 5  | 30:21 | 20:16 |
| 6.     | TuRU Düsseldorf     | 18   | 6  | 4 | 8  | 31:36 | 16:20 |
| 7.     | Westende Hamborn    | 18   | 5  | 5 | 8  | 34:28 | 15:21 |
| 8.     | TuS Duisburg 48/99  | 18   | 5  | 2 | 11 | 23:37 | 12:24 |
| 9.     | SSV 04 Wuppertal    | 18   | 2  | 2 | 14 | 19:42 | 06:30 |
| 10.    | VfB 03 Hilden       | 18   | 1  | 3 | 14 | 13:65 | 05:31 |

|  | Kampioen, geplaatst voor nationale eindronde |
|  | Degradatie naar Bezirksliga                  |

## Promotie-eindronde

### Groep A
| 1. | TuS Helene Altenessen  | 2                 | 14:01             | 04                |                   |                   |                   |
| 2. | Union 02 Hamborn       | 2                 | 01:14             | 00:04             |                   |                   |                   |
| 3. | VfB Rheingold Emmerich | Gediskwalificeerd | Gediskwalificeerd | Gediskwalificeerd | Gediskwalificeerd | Gediskwalificeerd | Gediskwalificeerd |

|  | Promotie naar Gauliga Niederrhein 1940/41 |

### Groep B
| Plaats | Club                      | Wed. | Saldo | Ptn.  |
| ------ | ------------------------- | ---- | ----- | ----- |
| 1.     | VfR Ohligs                | 4    | 15:08 | 06:02 |
| 2.     | Borussia München-Gladbach | 4    | 08:12 | 04:04 |
| 3.     | SV Borussia 06 Velbert    | 4    | 09:12 | 02:06 |